# Теалогія
Теалогія (гр. θεά, «богиня» + λόγος, «слово, причина, план, наука») розглядає божественні справи через жіночу точку зору, включаючи, але не обмежуючись фемінізмом. Термін ввели Валері Сейвінґ, Ісаак Боневітс (1976) і Наомі Ґолденберґ (1979). Потім його використання розширилося на всі жіночі ідеї священного, які Шарлотта Карон пояснила в 1993 році: «роздуми про божественне в жіночих або феміністичних термінах». У 1996 році, коли Мелісса Рафаель опублікувала книгу «Теалогія та втілення», термін був добре встановленим.
Термін походить від двох грецьких слів: гр. thea, θεά, «богиня», еквівалент слова theos у жіночому роді, «бог» (від кореня PIE *dhes-); і logos<, λόγος, logoi множини, часто зустрічається в мові як частина -логія, що означає «слово, причина, план, наука»; а в грецькій філософії та теології — божественний розум, присутній у космосі.
Теологія має спільні сфери з феміністською теологією — вивчення Бога з феміністської точки зору, часто наголошуючи на монотеїзмі. Це відношення є перекриттям, оскільки теологія не обмежується одним божеством (незважаючи на його етимологію); ці два поля були описані як пов'язані та взаємозалежні.

## Історія терміна
Походження терміна та початкове використання є відкритим для постійних дискусій. Патриція Іолана відстежує раннє використання неологізму до 1976 року, приписуючи його початкове використання як Валері Сейвінґ, так і Ісааку Боневітсу. Було сприяно вживання теалога, записане Боневітцем у 1976 році.
У книзі 1979 року «Зміна богів» Наомі Ґолденберґ вводить цей термін як майбутню можливість стосовно окремого дискурсу, підкреслюючи чоловічу природу теології. Також у 1979 році, у першому переглянутому виданні «Справжньої магії», Боневітс визначив теалогію у своєму Глосарії як «Інтелектуальні фантазії щодо природи Богині та її стосунків зі світом загалом і людьми зокрема; раціональні пояснення релігійних доктрин, практик і вірувань, які можуть мати або не мати жодного зв'язку з будь-якою релігією в тому вигляді, в якому вона сприймається і практикується більшістю її прихильників». У тому ж глосарії він визначив «теологію» майже ідентичними словами, відповідним чином змінивши займенники жіночого роду на займенники чоловічого.
Керол П. Кріст використала цей термін у «Сміху Афродіти» (1987), стверджуючи, що ті, хто створює теалогію, не можуть уникнути впливу категорій і питань, поставлених у християнській та єврейській теології. У своєму есе 2002 року «Феміністська теологія як посттрадиційна теологія» вона визначила теалогію як «роздуми про значення Богині».
У своєму есе 1989 року «Про дзеркала, туман і мурмур: до азійсько-американської теології» Ріта Накасіма Брок визначила теалогію як «роботу жінок, які розмірковують над своїм досвідом і віруваннями в божественну реальність». І знову в 1989 році Урсула Кінґ зазначає, що теалогія все частіше використовується як фундаментальний відхід від традиційної орієнтованої на чоловіків теології, яка характеризується привілеєм символів над раціональним поясненням.
У 1993 році в «Творити і ще раз творити» з'явилося інклюзивне та чітке визначення теалогії Шарлотти Карон як «роздумів про божественне в жіночих і феміністичних термінах». До того часу ця концепція набула значного статусу серед прихильниць та прихильників Богині.

## Як навчальна дисципліна
Розташована у зв'язку зі сферами богослов'я та релігієзнавства, теалогія — це дискурс, який критично розглядає вірування, мудрість, практики, питання та цінності спільноти Богині, як минулого, так і теперішнього. Подібно до богослов'я, бореться з питаннями сенсу, включаючи роздуми про природу божественного, ставлення людства до довкілля, відношення між духовним і сексуальним я, і природу переконання. Однак, на відміну від теології, яка часто зосереджується на виключно логічному та емпіричному дискурсі, теалогія охоплює постмодерний дискурс особистого досвіду та складності.
Термін передбачає феміністичний підхід до теїзму та контексту Бога та статі в межах язичництва, неоязичництва, духовності богині та різних природних релігій. Проте теалогію можна описати як релігійно плюралістичну, оскільки богослови походять з різних релігійних верств, які часто є гібридними за своєю природою. Крім язичниць, неоязичниць і релігійних традицій, зосереджених на богині, вони також є християнками, юдейками, буддистками, мусульманками, квакерками або визначають себе як духовні феміністки. Як такий, термін теалогія також використовувався феміністками в рамках основних монотеїстичних релігій для більш детального опису жіночого аспекту монотеїстичного божества або трійці, наприклад, Самого Бога/десині або Небесної Матері руху Святих останніх днів.
У 2000 році Мелісса Рафаель написала текст «Представляємо Теалогію: Дискурс про Богиню» для серії «Вступ до феміністичного богослов'я». Написана для академічної аудиторії, вона має на меті представити основні елементи теалогії в контексті фемінізму богинь. Вона позиціонує теалогію як дискурс, до якого можуть долучитися феміністки-богині — феміністичні прихильниці Богині, які, можливо, покинули свою церкву, синагогу чи мечеть, або ж ті, хто все ще належать до своєї первісної релігії. У книзі Рафаель порівнює та протиставляє теалогію руху Богині. У 2007 році Пол Рейд-Боуен написав текст «Богиня як природа: на шляху до філософської теології», який можна розглядати як інший системний підхід до теалогії, але який інтегрує філософський дискурс.
За останнє десятиліття інші богословки, такі як Патриція Йолана та Д'вора Гренн, створили дискурси, які з'єднують теологію з іншими академічними дисциплінами. Юнгіанська теологія Йолани сполучає аналітичну психологію з теологією, а метаформна теологія Ґренна є містком між дослідженнями матріархату та теологією.
Серед сучасних богословок — Керол П. Кріст, Мелісса Рафаель, Асфодель Лонг, Беверлі Клак, Шарлотта Карон, Наомі Голденберг, Пол Рід-Бовен, Ріта Накашіма Брок та Патриція 'Іолана.

## Мистецтво і культура
250-фунтову (110 кг) бронзову статую розп'яття жінки з оголеними грудьми Крісти (Хрісти) роботи художниці Едвіни Сендіс було вилучено з собору Святого Івана Богослова за наказом єпископа Нью-Йоркської єпархії Ісуса Суфрагана під час Страсного тижня у 1984 році. Єпископ звинуватив декана собору в «оскверненні наших символів», хоча реакція глядачів була «переважно позитивною».
У 2016 році Христа Сенді була перевстановлена в соборі, на вівтарі, як центральна частина «новаторського» проєкту «Христа: прояв божественних тіл». Єпископ Єпископальної єпархії Нью-Йорка написав статтю для брошури собору, в якій говориться: «У церкві, що розвивається, зростає та навчається, ми можемо бути готові бачити „Христу“ не лише як витвір мистецтва, а й як об'єкт відданості, над нашим вівтарем, з усіма викликами, які можуть виникнути з цим для багатьох відвідувачів собору, чи навіть, можливо, для всіх нас». Ця виставка з більш ніж 50 сучасних робіт, які «інтерпретують — або переосмислюють — символізм, пов'язаний з образом Ісуса», щоб забезпечити «чудовий засіб для роздумів про священне втілення, і такий, який досягає людей з усі статі, раси, релігії та сексуальні орієнтації» включав роботи Фредеріки Фостер, Кікі Сміт, Ґенезіс Брейєр П-Оррідж та Ейко Отаке.

## Критика
Принаймні один християнський теолог відкидає теалогію як створення нового божества, створеного радикальними феміністками. Пол Рейд-Боуен і Чаон Мелорі зазначають, що есенціалізм є проблематичною слизькою дорогою, коли феміністки Богині стверджують, що жінки за своєю суттю кращі за чоловіків або за своєю суттю ближчі до Богині. У книзі «Богиня без маски: Піднесення неоязичницької феміністичної духовності» Філіп Г. Девіс критикує рух Богині, включаючи логічні помилки, лицемірство та есенціалізм.
Теологію також критикували за її заперечення емпіризму та розуму. У цій критиці теологія розглядається як недосконала через відмову від суто емпіричного світогляду заради суто релятивістського. Тим часом такі вчені, як Гардінг і Гаравей шукають золоту середину феміністичного емпіризму.

## Подальше читання
- Goldenberg, Naomi (1990) Returning Words to Flesh: Feminism, Psychoanalysis, and the Resurrection of the Body. Boston: Beacon Press.
- Miller, David L. (1974) The New Polytheism: Rebirth of the Gods and Goddesses. New York: Harper & Row.
- Raphael, Melissa (1997) ‘Thealogy, Redemption and the Call of the Wild’ from Feminist Theology: The Journal of the Britain and Ireland School of Feminist Theology No. 15, May 1997 Lisa Isherwood, et al. (eds) (Sheffield: Sheffield Academic Press) p. 55-72.